# Эскритос
Эскритос (исп. Quebrada Escritos, также известная под названием Кебрада-де-ла-Конкордия, исп. Quebrada de la Concordia) — пересыхающая река, протекающая на юге Перу, в провинции Такна одноимённого региона, и на севере Чили, в провинции Арика области Арика-и-Паринакота. Площадь водосборного бассейна составляет 405 км² (по другим данным — 408 км²), из которых 320 км² расположены на перуанской территории и 85 км² — на чилийской. Граничит с севера с бассейнами рек Каплина и Осписио и с бассейнами рек Льюта с востока и Каунире с юга. Длина равна 71 километру.
Начинается на западных склонах Анд на склоне гор Сьерра-де-Уайлильяс, течёт в юго-западном направлении в засушливой пустынной зоне. На перуанской территории часть вод забирается для орошения полей. Впадает в Тихий океан в 9 километрах от города Чакальюта вблизи чилийско-перуанской границы. Основным притоком является пересыхающая река Оливар.
Общее количество солей в водах реки достигает значения 1 г/л, из которых около четверти приходится на хлориды.